# チタ国際空港
チタ国際空港（旧: カダラ空港）（ロシア語: Международный аэропорт Чита；英語: Chita-Kadala International Airport）は、ロシア連邦ザバイカリエ地方のチタにある空港である。市中心部から約10km離れている。Wikipedia中国語版によると、1950年代には、朝鮮民主主義人民共和国の順安空港（現: 平壌順安国際空港）とカダラ空港（現: チタ国際空港）との間に内モンゴル自治区のハイラル経由の国際路線があったとの記載があるが、現在は停止している。

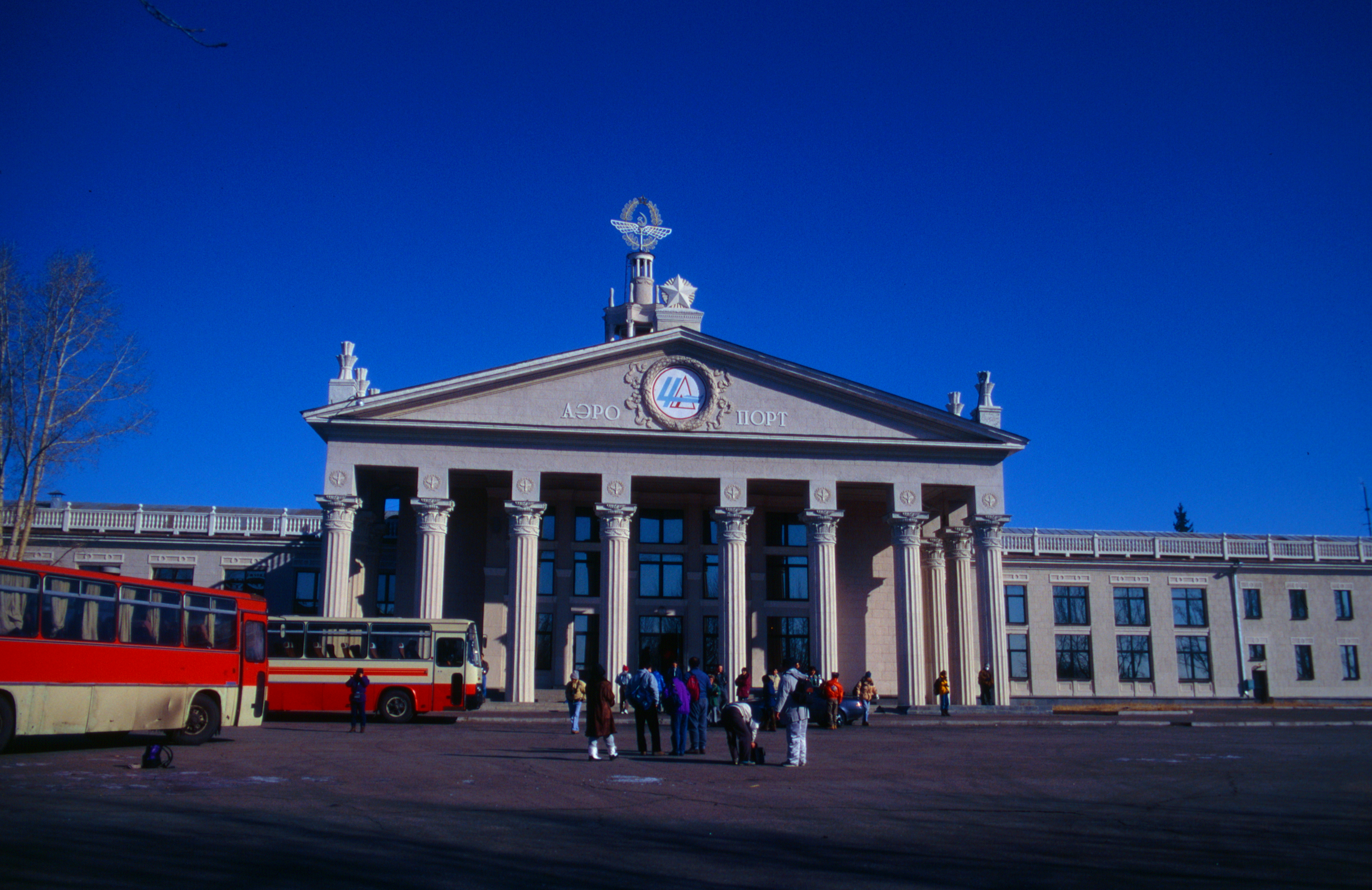
チタ国際空港正面

## 就航航空会社と就航都市
| 航空会社                       | 就航地 |
| ------------------------------ | --- |
| S7航空                         | モスクワ/ドモジェドヴォ、ノヴォシビルスク、イルクーツク                                                                    |
| ロシア航空                     | クラスノヤルスク |
| オーロラ 運航は ヤクーツク航空 | ハバロフスク、ウラジオストク                                                                                               |
| アエロサービス                 | クラスノカメンスク、カイラ、ガジムルスキー・ザボッド、クラースニ・チコイ、ウスチ＝カレンガ、ユムルチェン、メンザ（ロシア） |
| アンガラ航空                   | イルクーツク、チャラ |
| イル・アエロ                   | ブラゴヴェシチェンスク、ユジノサハリンスク、イルクーツク、ウラジオストク                                                   |
| ウラル航空                     | サンクトペテルブルク、エカテリンブルク                                                                                     |
| 中国国際航空                   | 北京/首都（ハイラル経由）、ハイラル                                                                                        |

## 出入国管理の手続き
チタ国際空港は、名前の響きとは合致せず、とても小さな地方都市のとても小さな地方空港であるため、空港設備が全てこぢんまりとしている。出入国管理施設もとても小さく、警備は厳しい。警備が厳しい理由の一つに、国際線が中華人民共和国の内モンゴル自治区ハイラルからの便しかなく、通常、ここで国境を越える人は、地元の人が殆どなため、それ以外の人々、即ち、外国人に対しての出入国手続きがかなり慎重になっていると思われるため。中国のフルンボイル・ハイラル空港側でも同様の理由で厳しい警備となっている。尚、出入国手続き書類などは、全てロシア語で、出入国審査官とのコミュニケーションは、英語でのコミュニケーションはほぼ期待できない。

## 歴史
- 1930年 - 開業。
- 公式サイト（ロシア語）の表記によると、空港名が「カダラ空港」から「チタ国際空港」に変更されている[5]

## アクセス

### バス
- 12番・14番・40番バスが市内と結んでいる。